# Sene-Est
Sene-Est est un district de la région de Brong Ahafo au Ghana. Il est formé en 2012 par le partage du district de Sene en deux districts, l'autre étant Sene-Ouest.

## Géographie
Le district de Sene-Est se situe au nord-est de la région de Brong Ahafo sur la rive droite (ouest) du lac Volta. Kajaji, la capitale du district, se trouve à 295 km à l'est de la capitale régionale, Sunyani. Le district est borné à l'ouest par le district de Sene-Ouest et au nord par Gonja-Est, au sud par Kwahu-Nord dans la Région Orientale. À l'est, sur la rive opposée du lac Volta se trouve le district de Krachi-Ouest dans la région de la Volta. Le territoire couvre une superficie de 4 392 km2. Le bassin de grès Voltaïen est la formation géologique locale. Le relief est très plat et l'altitude s'élève à 166 m au-dessus du niveau de la mer. 
Le climat est tropical avec une température mensuelle moyenne entre 27 °C. Les pluies annuelles varient entre 900 mm et 1 098 mm, suivant deux saisons des pluies. Le district occupe une partie du bassin versant de Sene-Obosom. La rivière Sene arrose la partie centrale du district avant de se jeter dans le lac Volta alors que la rivière Pru coule au nord. Le terrain est mal drainé puisque les cours d'eau, hormis la Sene et la Pru, sont intermittents. La végétation est une mosaïque de forêt-savane guinéenne avec arbres épars. Les principales essences sont le baobab, le dawadawa, l'acacia, le karité, l'acajou et le margousier. Le territoire offre un grand potentiel de développement agricole.

## Urbanisme
L'occupation du territoire est essentiellement rurale. Les municipalités comprises dans le district de Sene, suivant ses limites de 2011, comprennent : Kwame Danso, Lemu Intrubuso, Bantama, Nyankontreh, Okyeamekrom, Kirenkuase, Premuase, Bodinka, Bassa, Lassi, Hausakope, Wiase, Drobe, Chiripo, Mframa, Tato Battor, Kojokrom, Akyeremade et Mawoekpor Kope. Le district demeure relativement isolé en raison des accès routiers limités et de la présence du lac Volta. Les routes secondaires couvrent une longueur de 102 km.

## Histoire
Le district de Sene est créé en 1988 par détachement du district d'Atebubu-Amantin. Celui-ci est scindé en deux le 28 juin 2012 par la loi 2091, formant les districts de Sene-Ouest et de Sene-Est. 

## Politique
L'Assemblée de district, qui siège à Kajaji, se compose de 27 membres. La population du district est représentée au Parlement par le député de la circonscription (en) de Sene-Est, Dominic Napare.

## Démographie
La population du district de Sene-Est est de 61 076 habitants selon le Recensement du Ghana de 2010. La proportion d'hommes est particulièrement élevée avec 52,7 % de la population. La population vit dans  11 201 logements, soit une moyenne de 5,4 personnes par ménage. La population est jeune avec 44,9 % de personnes âgées de moins de 15 ans et 4,9 % de 60 ans et plus.

## Économie
En raison de la population jeune, le ratio de dépendance est élevé, soit 93,3 %. Le taux d'activité est de 84,6 % alors que le taux de chômage est de 1,4 %. L'économie est dominée par le secteur primaire qui emploie 70,3 % main-d'œuvre occupée, alors que l'artisanat demeure important avec 20,1 % des emplois, le commerce et les services 4,4 % et l'administration et services professionnels et techniques 1,7 %. La pêche est une importante activité économique locale. 

## Culture
Les quatre aires traditionnelles sont Bassa, Dwan, Nkomi et Wiase.

## Société
Le taux de littératie des 11 ans et plus est faible, soit moins d'une personne sur deux (47,7 %); il est plus élevé chez les hommes (52,3 %) que chez les femmes (42,2 %). Le district demeure encore faiblement dépourvu en équipements et services publics. Ainsi, il est au 215e rang sur 216 districts quant aux écoles publiques dotées de toilettes, soit un taux de 27 % comparativement à 63 % dans l'ensemble du Ghana.